# Blåryggig nålnäbb
Blåryggig nålnäbb (Chalcostigma stanleyi) är en fågel i familjen kolibrier.

## Utseende och läte
Blåryggig kolibri är en mycket mörk kolibri med lång stjärt och en kort och rak näbb. Fjäderdräkten är mörkt brunaktig med stålblå glans på rygg och stjärt. Den glittrande strupfläcken i grön och rosa syns bara i vissa vinklar.

## Utbredning och systematik
Blåryggig nålnäbb förekommer i Anderna. Den delas in i tre underarter med följande utbredning:
- Chalcostigma stanleyi stanleyi – förekommer i páramo (höglänta gräsmarker) i Anderna i Ecuador
- Chalcostigma stanleyi versigulare – förekommer från Anderna i Peru (öster om Río Marañón) till Carpishbergen
- Chalcostigma stanleyi vulcani – förekommer från Anderna i östra Peru (söder om Rio Huallaga) till västra Bolivia

## Levnadssätt
Blåryggig nålnäbb hittas i bergstrakter på mycket hög höjd, framför allt vid kanten av Polylepis-skogar och andra buskmarker ovan 3600 meter över havet. Den födosöker ibland bland blommor på marken, men ses oftare sitta i en busktopp.

## Status och hot
Arten har ett stort utbredningsområde, men tros minska i antal, dock inte tillräckligt kraftigt för att den ska betraktas som hotad. Internationella naturvårdsunionen IUCN listar arten som livskraftig (LC).

## Namn
Fågelns vetenskapliga artnamn hedrar Edward Henry Stanley, 15:e earl av Derby (1826-1893).